# Radiant (yacht)
M/Y Radiant är en megayacht tillverkad av Lürssen i Tyskland. År 2004 la den ryske oligarken Boris Berezovskij en beställning om att Lürssen skulle bygga en sådan för 148,54 miljoner euro, en summa som skulle betalas över flera delbetalningar. Syftet med köpet var för att kunna bräda sin forne affärspartner och vän Roman Abramovitj och dennes Pelorus. År 2000 fick Berezovskij samarbetsproblem med Kreml och Rysslands president Vladimir Putin, vilket resulterade i att Abramovitj kunde därför inte umgås längre med Berezovskij. Megayachten skulle få namnet Darius när den blev klar. År 2007 kom finanskrisen och slog till med full kraft. I maj 2008 kunde Berezovskij inte betala delbetalningen på 23 890 421 euro och la ut megayachten till försäljning. I slutet av augusti slog den emiratiske affärsmannen och miljardären Abdulla Al Futtaim till och köpte Darius för 240 miljoner euro. Affären slutfördes i oktober och megayachten fick då sitt nuvarande namn. Den levererades till Al Futtaim i februari 2010.
Radiant designades exteriört av Tim Heywood Design och interiört av Glen Pushelburg. Den är 110 meter lång och har en kapacitet på 20 passagerare fördelat på tio hytter. Megayachten har också en besättning på 44 besättningsmän och minst en helikopter.
Hon är systerfartyg till Pelorus och Al Raya.